# Landau–Kleffner-szindróma
A Landau–Kleffner-szindróma, másként gyermekkori szerzett afázia vagy szerzett epileptikus afázia  egy ritka gyermekkori idegrendszeri szindróma.
A szindróma William Landau és Frank Kleffner után kapta nevét, akik 1957-ben hat gyereknél diagnosztizálták a betegséget.

## Tünetei
A szindrómát abnormális EEG és hirtelen fellépő vagy fokozatosan kibontakozó afázia jellemzi, ami mind értési, mind kifejezési szempontból károsítja a nyelvi képességeket. Az agy Broca-területét és a Wernicke-területét is károsítja. A betegség éppen a nyelvelsajátítás szempontjából érzékeny kort, a 3-7 éves korú gyerekeket érinti. A fiúk erős túlsúlya jellemzi.
Legtöbbször a beteg gyerekek kezdetben tipikusan fejlődnek, majd elkezdik elveszíteni nyelvi képességeiket. Sok érintettnek klinikai rohamai vannak, másoknál csak elektrografikus rohamok jelentkeznek, köztük alvás közben jelentkező elektrografikus status epilepticus. A nyelvi problémákra rendszerint először az auditív verbális agnózia, vagyis szósiketség hívja fel a figyelmet. Ez többféleképpen is megnyilvánulhat, és magában foglalhatja az ismerős zajok felismerésére való képtelenséget, illetve a hangok lokalizációját vagy annak eldöntését, hogy melyik oldalról jönnek. Habár a beszédértés gyakran súlyosan károsodott, a kifejezőkészség még súlyosabb károkat szenved. Egy 77 esetet feldolgozó tanulmányban 6 gyermeknek voltak ilyen súlyosak a tüneteik. Mivel a betegség tipikusan a nyelvelsajátítás alatt lép fel, azért a beszédértés romlása erős hatással van a kifejezőkészségre.  Többnyire 3-7 éves korban kezdődik, de a kezdet 18 hónapos és 13 éves kor közé is eshet.
A betegek kilátásait rontja a betegség korai kezdete, és a legalább 36 hónapon (3 éven) át tartó éjszakai rohamok. A szindróma széles spektrumú, nagyok az egyéni különbségek; a tünetek különféleképpen jelentkezhetnek. A legtöbb tanulmány nem végez hosszú távú utánkövetést, így nem ismerünk további összefüggéseket a tünetek és a később várható javulás között.
A nyelvi képességek romlása heteken vagy hónapokon át tart. Azonban a tünetek akut módon is jelentkezhetnek, de az afázia epizodikus is lehet.
A rohamok, különösen az éjszakai rohamok a szindróma erősen súlyozott indikátorai. A klinikai rohamok előfordulása 70–85%. A betegek harmadában csak egy rohamot jeleznek. A rohamok tipikusan 4 és 10 éves kor között jelentkeznek, és 15 éves kor körül elmúlnak.
A betegség előrehaladását gyakran viselkedési és neuropszichológiai zavarok kísérik. Viselkedési zavart az esetek 78%-ában tapasztalnak. Hiperaktivitás és a figyelem, összpontosítására való képesség lerövidülése figyelhető meg a betegek 80%-ában; továbbá előfordulhat szorongás, harag, agresszió is. Ezek a tünetek másodlagosak a nyelvi képességek romlása mellett. A rövid távú memória is megsínyli, ha a betegség tartós marad.

## Okai
A legtöbb esetben nem találnak okot. Néhány esetben másodlagosan csatolják olyan diagnózisokhoz, mint agydaganatok, fejsérülések, neurocysticercosis, demielinizáció, de akár központi idegrendszeri vasculitis is.

## Felismerése
A diagnózis gyakran nem könnyű. Félrediagnosztizálható autizmusként, nem meghatározott pervazív fejlődési zavarként, hallássérülésként, tanulási zavarként, hallási vagy nyelvi feldolgozási zavarként, értelmi fogyatékosságként, figyelemhiányos hiperaktivitás-zavarként, skizofréniaként vagy érzelmi/viselkedésbeli zavarként. A diagnózis felállításához az EEG kötelező. Sok esetben az abnormális EEG mindként féltekében látható, és gyakran alvás közben jelentkezik. Az EEG abnormalitása és a nyelvi zavarok súlyossága között nem sikerült összefüggést találni. Az érintett gyerekek felében ha az EEG abnormális, akkor rosszabbodnak a nyelvi készségek; ha normális, akkor a nyelvi készségek is javulnak. Több tényező is korlátozza az EEG megbízhatóságát: a neurológiai zavarok nem kapcsolódnak szorosan a maximális EEG változásokhoz.
A szindróma megerősítésének leghatékonyabb módja az éjszakai, alvás közben készült EEG-k, amelyek lefedik az alvás összes szakaszát. MRI-vel kizárhatók a demielinizáció és az agydaganatok. Fluorodeoxiglükóz és pozitron emissziós tomográfia (PET) alacsonyabb anyagcserét mutat az egyik vagy mindkét agyféltekében.
A szindrómának többnyire nem találják meg az okát. Csak ritkán csatolható másodlagos következményként agydaganatokhoz, fejsérülésekhez, neurocysticercosishoz, demielinizációhoz, vagy központi idegrendszeri vasculitishez.

## Kezelése
A kezeléshez használnak gyógyszereket, mint antikonvulzánsokat, kortikoszteroidokat, például prednizont; valamint beszédterápiát, amit mielőbb meg kell kezdeni. Egyes betegeknek elég kortikoszteroidokat vagy adrenokortikotropin hormont (ACTH) adni, amiből a kutatók arra következtettek, hogy gyulladás és érgörcs okozhatja az epilepsziás rohamokat.
Egy vitatott kezelési mód egy agyműtéti eljárás, a többszörös subpialis transsectio. Ennek lényege, hogy az érintett terület körül a pia mater alatt, a kéregben több bemetszést ejtenek, gyengítve a kapcsolatot az alatta levő fehérállománnyal. A kérget párhuzamos vágásokkal szeletelik a középhalántéki gyrusban, és a Sylvian-árok környékén, hogy anélkül gyengítsék a rohamok terjedését, hogy diszfunkciót okozzanak. Morrell et al. tanulmánya 14 beteget vizsgált, akiken ezt a módszert alkalmazták. Közülük heten visszaszerezték nyelvi képességeiket, sőt, koruknak megfelelő nyelvi képességekkel bírtak, és nem volt szükségük további terápiára. További 4 betegnek szignifikánsan javultak a nyelvi képességei, de továbbra is terápiára szorultak. A betegek közül tizenegy két év óta vagy korábban küzdött nyelvi nehézségekkel. Sawhney et al. három beteget vizsgált, akik mindegyikén segített ugyanez a műtét.
Több kórházban is indultak programok hasonló betegségek kezelésére, például a Bostoni Gyermekkórház augmentatív kommunikációs programja. Nemzetközileg ismert program, ami segítséget nyújt súlyos nyelvi károsodást szenvedett gyermekek és felnőttek számára. A csapatban vagy neurológus, neuropszichológus és beszédpatológus vagy audiológus. Viselkedési problémák esetén szükség van gyermekpszichológusra és pszichofarmakológusra is. A gyógyszeres kezelést és a beszédterápiát a diagnózis felállítása után azonnal megkezdik.
Mivel az afázia károsítja a nyelv többi formáját is, azért hasznos ezekre is gondot fordítani. Így nemcsak a beszédértést és a beszédet fejlesztik, hanem ezt támogatják jelnyelv tanításával. Az írás-olvasás oktatását akkor tartják a beszédet segítő eszköznek, ha a betegség ennek megtanulását követően tört ki.

## Kilátások
A betegek kilátása változó. Egyesek egész életükben súlyos nyelvi zavarokkal küszködnek, míg másoknál a betegség legalábbis nagyjából eltűnik; habár ez hónapokba vagy évekbe telik. Előfordulhat visszaesés vagy súlyosbodás. A kilátások jobbak, ha a betegség 6 éves kor után tört ki, illetve ha a kezelést nagyon hamar megkezdik. Felnőttkorra a rohamok eltűnnek. Előfordulnak rövid távú visszaesések is, amelyek megnehezítik a terápiák eredményességének megítélését.
Az alábbi táblázat több hosszú távú tanulmány eredményeit mutatja be:
| Tanulmány                   | Betegek száma | Átlagos nyomon követési idő években | Normál nyelvi készségek vagy enyhe problémák |
| --------------------------- | ------------- | ----------------------------------- | -------------------------------------------- |
| Soprano et al. (1994)       | 12            | 8                                   | 3                                            |
| Mantovani and Landau (1980) | 9             | 22                                  | 6                                            |
| Paquier (1992)              | 6             | 8,1                                 | 3                                            |
| Rossi (1999)                | 11            | 9,7                                 | 2                                            |
| Robinson et al. (2001)      | 18            | 5,6                                 | 3                                            |
| Duran et al. (2009)         | 7             | 9,5                                 | 1                                            |
| Total                       | 63            |                                     | 18 (28,6%)                                   |

Különböző tanulmányok  különböző arányban ítélnek meg jó kimenetet, 14 és 50% között. Duran et al. 7 beteg fiút követett, 8–27 éves korúakat. Hosszú távon nem fordult elő epilepsziás roham, viszont a nyelvi nehézségek megmaradtak. Egy beteg normál életminőségről számolt be, míg a többi hat úgy ítélte meg, hogy afáziája továbbra is komoly akadályt jelent. A tanulmány hosszú távon használt EEG-t, MRI-t, Vineland adaptív tesztet, revideált Connor-tesztet és rövid formátumú egészségfelmérést.
A szakirodalom összesen több, mint 200 esetről számolt be. 1957 és 1980 között 81 esetről számoltak be, majd 10 évenként körülbelül 100 esetet jelentettek.

## Fordítás
Ez a szócikk részben vagy egészben  a   Landau–Kleffner syndrome című angol Wikipédia-szócikk fordításán alapul.  Az eredeti cikk szerkesztőit annak laptörténete sorolja fel. Ez a jelzés csupán a megfogalmazás eredetét és a szerzői jogokat jelzi, nem szolgál a cikkben szereplő információk forrásmegjelöléseként.